# Memoirs of the College of Science, Kyoto Imperial University. Series B. Biology
Memoirs of the College of Science, Kyoto Imperial University. Series B. Biology (abreviado Mem. Coll. Sci. Kyoto Imp. Univ., Ser. B, Biol.) es una revista con ilustraciones y descripciones botánicas que es editada en Kioto desde el año 1924.